# Rhytidocaulon pseudosubscandens
Rhytidocaulon pseudosubscandens är en oleanderväxtart som beskrevs av T.A.Mccoy. Rhytidocaulon pseudosubscandens ingår i släktet Rhytidocaulon och familjen oleanderväxter. Inga underarter finns listade i Catalogue of Life.